# Züsedom
Züsedom ist ein Ortsteil der Gemeinde Rollwitz des Amtes Uecker-Randow-Tal im Landkreis Vorpommern-Greifswald in Mecklenburg-Vorpommern.

## Geografie
Der Ort Züsedom an der Landesgrenze zu Brandenburg liegt in hügeligem Gelände (Höhen bis 99 m ü. NN) zwischen Uecker und Randowbruch. Das Gebiet um Züsedom ist weitgehend von der Landwirtschaft geprägt. Pasewalk liegt sechs Kilometer nördlich von Züsedom. 1,5 Kilometer östlich befindet sich das etwa 0,4 Hektar große Gewässer Sichelbruch und 800 Meter nordwestlich das etwa 0,5 Hektar große Gewässer Papenmoor.

## Geschichte
1367 wurde das Gutsdorf zum ersten Mal urkundlich erwähnt (in einem Personenregister: Clawes Czusdom). 1650 gelangte Züsedom an die Kurfürstin von Brandenburg, dann an die Herren von Oldenvliet, von Lindstedt, von Winterfeld, Sehmsdorf (ab 1800), Menz und von Arnim (ab 1842/43). Die Gutseigentümer derer von Arnim kamen aus der genealogischen Linie Neuensund. Züsedom war zunächst ein Nebengut. Namhaft wurde der kgl. preuß. Major Hans von Arnim-Neuensund (1798–1861), verheiratet mit Marie von Heyden, sie erwarben Züsedom. Das Gut ging dann im Minorat an den jüngsten Sohn Karl von Arnim-Züsedom, der auch Hauptritterschaftsdirektor am Kur- und Neumärkischen Ritterschaftliches Kreditinstitut in Berlin war. Er war mit Sophie Gräfin Schwerin liiert und Gut Züsedom bekam wiederum der jüngste Sohn, Hans-Karl von Arnim (1885–1945). Er musste nach der Enteignung mit seiner Frau Hermy von Loos den Ort verlassen und starb zu Kriegsende in Güstrow, Hermy von Arnim war danach Gefängnis-Seelsorgerin mit Wohnsitz in Lübeck. In Norddeutschland lebten auch die Kinder. Der Sohn Karl von Arnim war 1944 als Oberleutnant gestorben.
Am 25. Juli 1952 wurde Züsedom zusammen mit anderen Gemeinden aus dem brandenburgischen, bis 1945 preußischen Landkreis Prenzlau herausgelöst und dem Kreis Pasewalk im Bezirk Neubrandenburg zugeordnet.
Die über 700-jährige Feldsteinkirche wurde im April 1945 bei heftigen Kämpfen zerstört und 1966 wieder aufgebaut.
Am 1. Januar 2012 wurde die vormals eigenständige Gemeinde Züsedom nach Rollwitz eingemeindet.

## Verkehrsanbindung
In Pasewalk bestehen Bahn- und Straßenanschlüsse in alle Richtungen. Die Bundesautobahn 20 führt westlich am Ort vorbei (Auffahrt Pasewalk-Süd). Der Bahnhof Züsedom lag an der Schmalspurbahn Klockow–Pasewalk Ost.

## Persönlichkeiten
- Wilhelm von Arnim-Lützlow (1879–1943), Rittergutsbesitzer, in Züsedom geboren

## Trivia
- Züsedom war Gegenstand der dritten Geschichte in Herr Eppert sucht … den Anschluss.[5]